# Antonín Rozsypal
Antonín Rozsypal (7 września 1866 w Domažlicach, zm. 30 kwietnia 1937 w Pradze) – urzędnik czechosłowacki, gubernator Rusi Podkarpackiej (16 czerwca 1933 – 15 lutego 1935).
W latach 1923–1933 był wicegubernatorem Rusi Podkarpackiej, w latach 1933–1935 jej gubernatorem.
Był zwolennikiem centralizmu, rozwijał go wspierając odpowiednio do sytuacji politycznej różne ugrupowania polityczne. W czasie jego rządów rozwinięto oświatę i opiekę zdrowotną. Został zmuszony do ustąpienia ze stanowiska przez opozycyjnych działaczy rusińskich na początku 1937.